# 青い経験 (日本のテレビドラマ)
青い経験は、テレビ東京系列で深夜に放送されていた連続ドラマである。放送期間は2000年4月3日から6月30日で放送時間は24:35-24:45。また本放送終了後の2000年7月3日から9月29日には続編の青い衝撃、2001年4月1日から5月6日の毎週日曜25:30にはその総集編が放送された。

## 概要
DOGGY BAGが兄弟役として初出演・初主演をしたドラマである。イタリア・エルバ島を舞台に兄弟と島で出会った不思議な少女との出来事や、兄弟が父を捜す過程で新たな自分を発見していく姿を描いた作品である。

## 出演者
- DOGGY BAG
- 渡瀬美遊
- 松尾雄一

## 主題歌
DOGGY BAG「My Millennium Baby」、小比類巻かほる「DANCING QUEEN」

## 演出
今関あきよし

## 制作
テレビ東京ミュージック、テレビ東京